# Nurzec-Kolonia
Nurzec-Kolonia – wieś sołecka w Polsce położona w województwie podlaskim, w powiecie siemiatyckim, w gminie Nurzec-Stacja.
| SIMC    | Nazwa            | Rodzaj  |
| ------- | ---------------- | ------- |
| 0037871 | Nurzec-Kisielewo | kolonia |

W latach 1975–1998 miejscowość administracyjnie należała do województwa białostockiego.
Wierni kościoła rzymskokatolickiego należą do parafii Matki Bożej Częstochowskiej w Nurcu-Stacji.